# Tolponsaari
Tolponsaari är en ö i Finland. Den ligger i sjön Pyhäjärvi och i kommunen Lembois i den ekonomiska regionen Tammerfors och landskapet Birkaland, i den södra delen av landet, 150 km nordväst om huvudstaden Helsingfors. Öns area är 2,1 hektar och dess största längd är 250 meter i öst-västlig riktning.